# I Want Your Love (canção de Eduard Romanyuta)
"I Want Your Love" é uma canção do cantor ucraniano Eduard Romanyuta. Vencedora do concurso O melodie pentru Europa 2015, foi indicada para representar a Moldávia no Festival Eurovisão da Canção 2015, na 1ª semi-final, no dia 19 de Maio de 2015, em Viena, Áustria.

## No Festival Eurovisão da Canção
Eduard Romanyuta entrou em concurso com esta música na primeira semifinal da 60ª edição do Festival Eurovisão da Canção, no dia 19 de maio de 2015, alcançou o 11º lugar.